# Håkon Ellingsen
Håkon Jarl Brand Ellingsen (født 25. november 1894, død 22. oktober 1971) var en norsk roer fra Stavanger.
Ellingsen vandt en bronzemedalje ved OL 1920 i Antwerpen. Han var med i den norske otter, der desuden bestod af Tollef Tollefsen, Thore Michelsen, Arne Mortensen, Karl Nag, Theodor Nag, Adolf Nilsen, Conrad Olsen og styrmand Thoralf Hagen. Nordmændene vandt først deres indledende heat mod Tjekkoslovakiet med over ti sekunder, men tabte derpå semifinalen til Storbritannien næsten lige så klart. De fik efterfølgende bronze, da de havde en bedre tid end Frankrig, der tabte den anden semifinale.
Ellingsen var, ligesom de syv øvrige roere i den norske 1920-otter, medlem af Stavanger Roklub i hjembyen Stavanger.

## OL-medaljer
- 1920:  Bronze i otter